# جنبش هنری

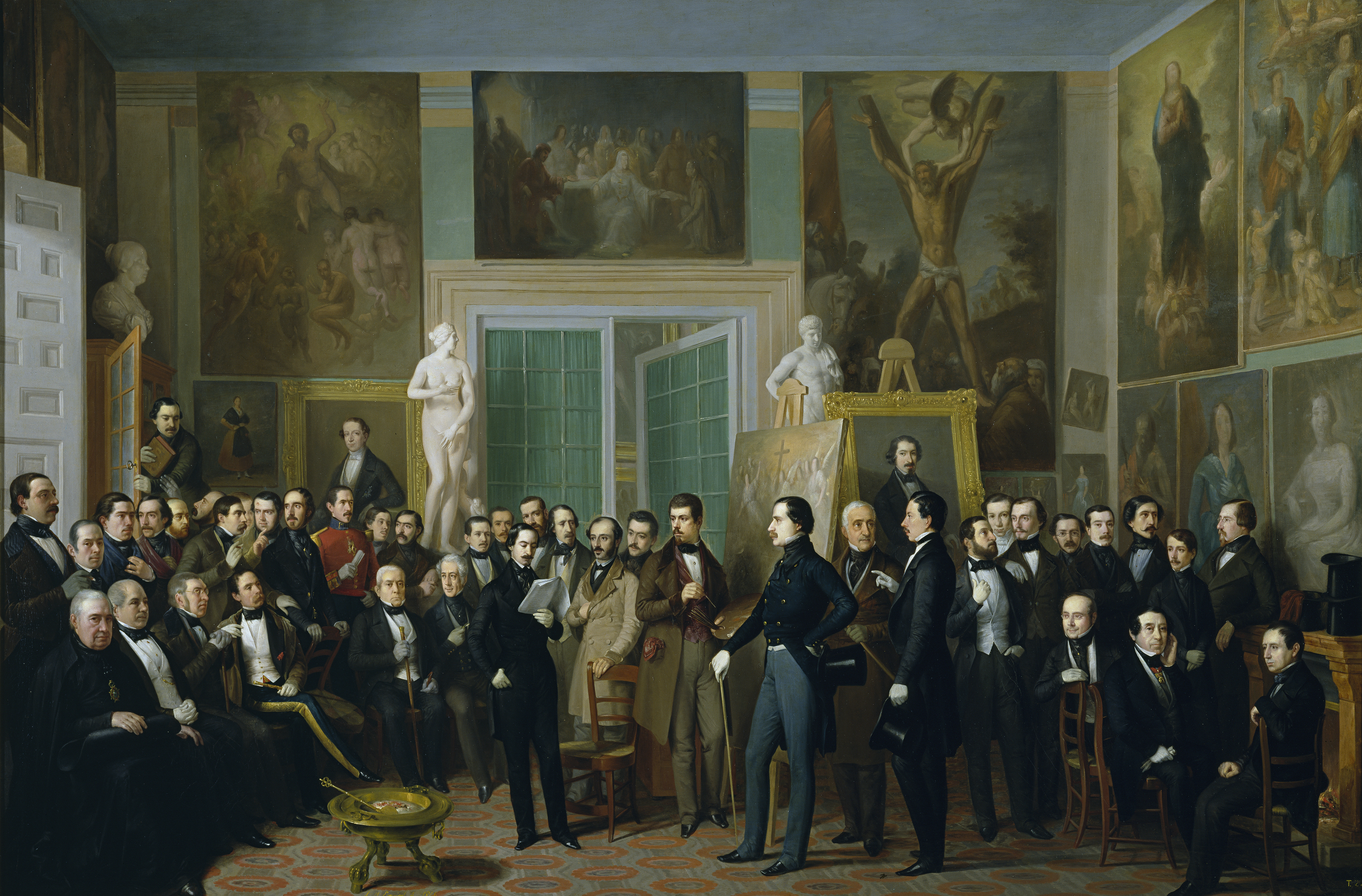
این اثر مشهورترین نقاشی نقاش متبحر اسپانیولی، سویلی آنتونیو ماریا اسکویول (۱۸۰۶–۱۸۵۷) و یکی از برجسته‌ترین آثار رمانتیسم اسپانیایی است.

جنبش هنری یک جریان و حرکت هنری است که تحت تأثیر تحولات فرهنگی، اجتماعی، اقتصادی، سیاسی یا عوامل دیگر شکل می‌گیرد و برای مدتی گروهی از هنرمندان را به تفکر و عملکرد مشابه می‌کشاند. این جنبش‌ها بسته به بنیان و زمینه‌های پدید آورنده و توسعه‌دهندهٔ آن‌ها می‌توانند کوتاه‌مدت یا نسبتاً پایدار باشند. همچنین جنبش‌های هنری ممکن است در یک منطقهٔ جغرافیایی خاص و تنها در یک رشتهٔ هنری رایج شوند یا به‌صورت فراگیر بخش وسیعی از دنیای هنر را تحت تأثیر خود قرار دهند. جنبش هنری برعکس سبک، مانیفست یا بیانیه مشترک ندارد.
هر کدام از سبک‌های هنری داستانی از زمان، مکان، و مفاهیمی که در آن زمان آغاز شده است را روایت می‌کند. همچنین در مواردی ممکن است به ایده‌ها و تکنیک‌های یک هنرمند یا گروهی از هنرمندان نیز اشاره داشته باشد. سبک نه تنها شیوه‌ی اجرای یک اثر هنری است، بلکه از آن وسیع‌تر، بیان فردیت، شخصیت و هویت هر انسان است و علاوه‌بر ارتباط مستقیم با ظاهر و شکل بیرونی اثر، می‌تواند نشان‌دهنده‌ی محتوا، درون و روح آدمی باشد. در عرصه‌ی هنر، تمام عناصر دیداری، شنیداری و لمسی قابل درک از طریق حواس، سبک یک هنرمند را تشریح می‌کنند.‌

## هنر قرون وسطی
- هنر قرون وسطی (Medieval art)
- هنر بیزانسی (Byzantine art)
- هنر گوتیک (Gothic art)
- گوتیک بین‌المللی (International Gothic)

## هنر رنسانس
- رنسانس (Renaissance)
- رنسانس ایتالیایی (Italian Renaissance)
- رنسانس باستانی (Renaissance Classicism)

## هنر سده‌های ۱۶ تا ۱۸
- شیوه‌گرایی (Manierismo) ایتالیا: ۱۵۲۰–۱۵۸۰
- باروک (Baroque) اروپا: اواخر قرن ۱۶ - اوایل قرن ۱۸
- کلاسیسیسم (Classicism) اروپا: قرن ۱۷
- روکوکو (Rococo) اروپا: قرن ۱۸
- نوکلاسیسیسم (Neoclassicism) اروپا: قرن ۱۸
- رمانتیسیسم (Romanticism) اروپا: قرن ۱۸

## هنر نوگرا
- هنر نوگرا یا هنر مدرن (Modern art)
- طبیعت‌گرایی (Naturalism)
- هنر آکادمیک (Academic art)
- مکتب باربیزون (École de Barbizon) فرانسه: ۱۸۳۰–۱۸۷۰
- مکتب باربیزون آمریکایی (American Barbizon school) آمریکا: قرن ۱۹
- انجمن برادری پیشارافائلی (The Pre-Raphaelite Brotherhood) انگلستان: ۱۸۴۸ - اواخر قرن ۱۹
- مکتب هادسون ریور (Hudson River School) آمریکا: ۱۸۲۵–۱۸۷۰
- واقع‌گرایی (Realism) فرانسه: قرن ۱۹
- دریافتگری (Impressionism) فرانسه: ۱۸۶۳–۱۸۹۰
  - دریافتگری آمریکایی (American Impressionism) آمریکا
- پسادریافتگری (Post Impressionism) فرانسه: ۱۸۸۶–۱۹۰۵
  - مجزاگری (Cloisonnism) فرانسه: ۱۸۸۸
  - ترکیب‌گری (Synthetism) فرانسه: ۱۸۸۰–۱۸۹۰
  - نبی‌ها (Les Nabis) فرانسه: ۱۸۸۱–۱۸۸۹
  - نودریافتگری (Neo-impressionism) فرانسه: ۱۸۸۶–۱۹۰۶
    - نقطه‌چینی (Pointillism) فرانسه: دهه ۱۸۸۰
    - تفکیک‌گری (Divisionnisme) فرانسه: ۱۸۸۴
- نورگرایی (Luminism)
- جنبش هنر و پیشه (Arts and Crafts movement) انگلستان: ۱۸۸۰–۱۹۱۰
- رنگمایه‌گری (Tonalism) آمریکا: ۱۸۸۰–۱۹۲۰
- نمادگرایی (Symbolism) فرانسه و بلژیک: ۱۸۸۰–۱۹۱۰
  - نمادگرایی روسی (Russian Symbolism) روسیه: ۱۸۸۴–۱۹۱۰
  - جنبش زیبایی پرستی (Aesthetic movement) انگلستان: ۱۸۶۸–۱۹۰۱
- فوویسم (Fauvism) فرانسه: ۱۹۰۴–۱۹۰۹
  - نوفوویسم (Neofauvisme) فرانسه: دههٔ ۱۹۲۰
- مکتب پاریس (School of Paris) فرانسه: اوائل قرن ۲۰
- هنر نو (Art Nouveau) فرانسه: ۱۸۹۰–۱۹۱۴
- آرت آلارو (Art a la Rue) فرانسه و بلژیک: ۱۸۹۰–۱۹۰۵
- هیجان‌نمایی (Expressionism) آلمان: ۱۹۰۵–۱۹۳۰
- انجمن هنرمندان جدید مونیخ (Neue Künstlervereinigung München) آلمان: ۱۹۰۹
- سوارکار آبی (Der Blaue Reiter) آلمان: ۱۹۱۲
- هیجان‌نمایی انتزاعی (Abstract Expressionism) آلمان: ۱۹۱۲
- بروکه (Brücke) آلمان: ۱۹۰۵–۱۹۱۳
- فَرااِنگاشت (Transpressionism) کانادا: ۱۹۹۶
- حجم‌گرایی (Cubism) فرانسه: ۱۹۰۷–۱۹۱۴
  - اُرفیسم (Orphisme) فرانسه: ۱۹۱۰–۱۹۱۳
- والاگرایی (Suprematism) روسیه :۱۹۱۳
  - ناب‌گرایی (Purisme) فرانسه: ۱۹۱۸–۱۹۲۵
- آینده‌گری (Futurism) ایتالیا: ۱۹۱۰–۱۹۳۰
  - آینده‌گری حجمی (Cubo-Futurism) روسیه: ۱۹۱۲–۱۹۱۵
- تابش‌گری (Rayonism) روسیه: ۱۹۱۱
- هم‌زمانی (Synchronism) آمریکا: ۱۹۱۲
- دورانگری (Vorticism) انگلستان: ۱۹۱۴–۱۹۲۰
- شکل‌آفرینی اندام‌وار (Biomorphism):‏ ۱۹۱۵–۱۹۴۰
- دادائیسم (Dadaism) سوئیس: ۱۹۱۶–۱۹۳۰
- نئو پلاستیسیسم (Neoplasticism) هلند: ۱۹۱۷–۱۹۳۱
- نقاشی فراطبیعی (Pittura Metafisica) ایتالیا: ۱۹۱۷
- تولیدگری (Productivism) روسیه: ۱۹۱۷
- باوهاس (Bauhaus) آلمان: ۱۹۱۹–۱۹۳۳
- راست‌خط‌کاری (Precisionism) آمریکا: ۱۹۲۰
- مکتب اَشکَن (Ashcan School) آمریکا: اوایل قرن ۲۰
- واقع‌گرایی اجتماعی (Social Realism) همه جا: ۱۹۲۹
- واقع‌گرایی جادویی (Magic Realism) آلمان: ۱۹۶۰
- فراواقع‌گرایی (Surrealism) فرانسه: از ۱۹۲۰
- نقاشی اَکشِن (Action Painting) ایالات متحده آمریکا: دهه ۱۹۵۰
- آرت دکو (Art Deco) فرانسه: ۱۹۲۰–۱۹۳۰
- هنر پیشرو روسی (Russian avant-garde) روسیه: ۱۸۹۰–۱۹۳۰
- هنر شوروی (Soviet Art) روسیه: ۱۹۲۲–۱۹۸۶
- هنر بیرونی (Outsider Art) انگلستان و آمریکا: ۱۹۴۰
- مکتب واقع‌گرایی خیالی وین (Vienna School of Fantastic Realism) اتریش: ۱۹۴۶
- نودادا (Neo-dada) انگلستان و آمریکا: ۱۹۵۰
- سبک چاپ‌آرایی بین‌المللی (International Typographic Style) سوئیس: دهه ۱۹۵۰
- هنر عامه (Pop Art) انگلستان و آمریکا: دهه ۱۹۵۰
- موقعیت‌گرای بین‌الملل (Situationist International) ایتالیا: ۱۹۵۶–۱۹۷۰
- نوهیجان‌نمایی (Neo-expressionism)
- نوواقع‌گرایی (New realism)
- فوتورئالیسم (Photorealism) آمریکا: ۱۹۶۰–۱۹۷۰
- ساده‌گرایی (Minimalism) همه جا: ۱۹۶۰
- هنر دیدگانی (Op Art) همه جا: ۱۹۶۴
- کریتیویسم (Creativism)

## هنر معاصر
- هنر معاصر
- استاکیسم (Stuckism) بین‌المللی: ۱۹۹۹-اکنون
- دیوارنگاری (Graffiti)
- تصویروشعر (IMMAGINE&POESIA) بین‌المللی: ۲۰۰۷-اکنون
- هایپررئالیسم (Hyperrealism) آمریکا و اروپا: ۲۰۰۰